# 宽斑弯脚虎
宽斑弯脚虎（学名：Cyrtodactylus stoliczkai）为壁虎科弯脚虎属的爬行动物。分布于巴基斯坦、印度以及中国大陆的新疆等地。该物种的模式产地在克什米尔。

## 保护
本种于2023年被收录入《有重要生态、科学、社会价值的陆生野生动物名录》。